# ドリマン
ドリマン(Drimane)は、二環式セスキテルペンである。様々な生理活性を持つ多くの天然化合物の骨格となっている。
ドリマン骨格を持つ著名な化合物には、以下のようなものがある。
- ポリゴジアールは、ヤナギタデ(Polygonum hydropiper)等のいくつかの異なる植物で見られる。
- カネラ科のいくつかの植物には、複数の化合物が含まれる。